# ホモバニリン酸
ホモバニリン酸（HVA）は、ドーパミンから生成されるカテコールアミン代謝産物の一つである。ドーパミンがモノアミンオキシダーゼとカテコール-O-メチルトランスフェラーゼの連続的な作用を受けることで代謝され生成される。 ホモバニリン酸は、酸化酵素を検出するための試薬として使用され、脳内のドーパミン濃度と関連する。 
脳および脳脊髄液でのHVA量は、2-デオキシ-D-グルコースによる代謝ストレスのマーカーであり、悪性黒色腫、神経芽細胞腫および悪性褐色細胞腫で上昇することが知られている。
HVAの空腹時血漿量は、男性よりも女性の方が高いことが知られている。 性ホルモンの投与前後で、高齢者や閉経後の人ではHVA量に変化がなく、またトランスジェンダーの人も遺伝的性別によって決まっており変化がない。 HVA量はタバコの使用とも相関しており、喫煙者は血漿HVA量が著しく少ないことが示されている。 